# 蜃気楼龍玉 (3代目)
三代目 蜃気楼 龍玉（しんきろう りゅうぎょく、1972年11月10日 - ）埼玉県秩父市出身の落語家。本名∶加藤 暢彦。出囃子は『川風』。

## 経歴
秩父市立南小学校、秩父市立第二中学校、埼玉県立小鹿野高等学校中退。落語家になる前は大工をしていた。
1997年2月、五街道雲助に入門。前座名は「のぼり」。
2000年5月に第5回岡本マキ賞を受賞。6月に二ツ目昇進、「金原亭駒七」に改名。2005年2月に「五街道弥助」と改名した。2008年2月、第18回北とぴあ若手落語家競演会北とぴあ大賞を受賞。
2010年9月に入船亭扇里、林家きく麿、三遊亭鬼丸、五代目柳家小せんと共に真打昇進、三代目蜃気楼龍玉を襲名。
2014年12月、第69回文化庁芸術祭新人賞を受賞。2016年3月に、平成27年度国立演芸場花形演芸大賞を受賞。

## 芸歴
- 1997年2月 - 五街道雲助に入門、前座名「のぼり」。
- 2000年6月 - 二ツ目昇進、「金原亭駒七」と改名。
- 2005年2月 - 「五街道弥助」と改名。
- 2010年9月 - 真打昇進、「三代目蜃気楼龍玉」を襲名。

## 演目
- 穴泥
- 大坂屋花鳥
- 鰍澤
- 火事息子
- 菊江の仏壇
- 首提灯
- 首ったけ
- 駒長
- 子別れ
- 鹿政談
- 死神
- 芝浜
- ずっこけ
- 千両蜜柑
- 大仏餅
- 富久
- 鼠穴
- 双蝶々
  - 定吉殺し
  - 雪の子別れ
- 文七元結
- 妾馬
- もぐら泥
- やんま久次
- 夢金
- らくだ

### 怪談噺
- 乳房榎
  - おきせ口説き
  - 重信殺し
  - 十二社の滝
  - 赤塚村乳房榎
- 豊志賀の死
- 四谷怪談
- もう半分

### 廓噺
- 幾代餅
- お直し
- 文違い
- 木乃伊取り
- 山崎屋

## 出演

### CD
- 親子できこう 子ども落語集　ねどこ・いちがんこく (日本コロムビア、2025年1月）COCJ-38965 - 「一眼国」収録

### インターネット
- お台場寄席DOUGA（フジテレビ無料動画サイト「見参楽！」）
- 第二回ABEMA寄席（2020年5月24日、ABEMA）[2]